# Jean-Marie Heurtault de Lammerville
Pour les articles homonymes, voir Heurtault.
Jean-Marie Heurtault de Lammerville est un officier, agronome et homme politique français, né le 19 août 1740 à Rouen et mort le 18 décembre 1810 à La Périsse, commune de Dun-sur-Auron (Cher).

## Biographie
Entré aux Pages de la Petite Écurie du Roi en 1754, Jean-Marie Heurtault, vicomte de Lammerville, commence une carrière militaire comme garde de la Marine à Toulon en 1756. Il quitte la Royale en 1760 pour devenir officier dans le régiment du duc d'Enghien. Revenu à la vie civile en 1774, il obtient une charge d'adjoint à l'administration provinciale du Berry. Il avait acquis l'année précédente la propriété de La Périsse, dans l'actuelle commune de Dun-sur-Auron ; cette terre avait appartenu au grammairien Cujas.
Élu député de la noblesse aux États généraux de 1789 pour le bailliage du Berry, il siège du 27 mars 1789 au 30 septembre 1791. À l'Assemblée nationale, il prend part au comité d'agriculture, puis est élu commissaire auprès de l'administration centrale du Cher le 6 septembre 1790. Élu le 20 septembre 1792 à la Convention, il refuse la députation. En 1793, il est procureur-syndic du département du Cher.
En 1794, son frère aîné, le comte de Lammerville, meurt à la prison de La Force avant sa comparution devant le tribunal révolutionnaire.
Le 22 germinal an VI (11 avril 1798), il est élu, par 161 voix sur 184, député du Cher au conseil des Cinq-Cents. Président de cette assemblée du 20 avril au 19 mai 1799, il fera voter un projet d'organisation du Conservatoire de musique.
Après le 18 brumaire, il se retire sur ses terres pour se consacrer à ses travaux agronomiques. Il fait partie des premiers à développer l'élevage du mouton mérinos. Il devient membre associé de l'Institut de France pour la classe des sciences (section d'économie rurale et art vétérinaire).

## Œuvre
- Observations pratiques sur les bêtes à laine dans la province du Berry, par M. le chevalier de Lammerville, Paris : Buisson, 1786, in-8o, XII-265-(5)p. ; réimprimées, avec des augmentations, sous le titre d'Observations pratiques sur les bêtes à laine dans le département du Cher, Paris, an VIII, in-8°.
- Opinion sur les bases des impositions nationale, Paris, Imprimerie nationale, 1790.
- Rapport du Comité d’agriculture et de commerce, sur le dessèchement des marais du royaume…, Paris, Impr. de Baudouin (imprimeur de l’Assemblée nationale), 7 février 1790, in-8o, 26 p. Texte en ligne
- Rapport fait par Heurtault-Lammerville, député du Cher au nom des Commissions d'instruction républicaines réunies, sur les écoles spéciales de peinture & d'architecture, séance du 6 Frimaire an VI
- Tableau de la vie, durant la Révolution, du citoyen Heurtault-Lamerville, commissaire du Directoire exécutif près l'administration du département du Cher, an IV (1796?).
- Rapporteur du projet de résolution concernant les écoles primaires, en réponse aux opinions émises à la tribune sur ce projet, séance du 14 germinal an VII '
- Opinion de Heurtault-Lamerville, sur le partage des communaux [Corps législatif, Conseil des Cinq-cents ; séance du 22 nivôse an VII], Paris, Impr. nationale, 1799 (an VII), in-8o, 8 p.
- Résumé sur les mérinos, 1808.
- Collaborateur du Cours complet d'agriculture pratique, Paris Buisson, 1809, 6 vol. in-8o.

Par contre, Jean-Marie Heurtault de Lammerville n'est pas l'auteur de L'impôt territorial combiné avec les principes de l'administration de Sully et de Colbert, adapté à la situation actuelle de la France, Paris et Strasbourg, 1788, in-4°, contrairement à ce que rapporte la Biographie Michaud. L'auteur est son frère aîné, le comte Jean-Louis-Thomas.